# Красников, Владимир Васильевич
Владимир Васильевич Красников (27 июля 1899, Севастополь, Таврическая губерния — 24 февраля 1954, Севастополь) — советский партизан. Командир 5-го партизанского района Крыма (ноябрь 1941 — февраль 1942), командир Севастопольского партизанского отряда (август-ноябрь 1941).

## Биография
Родился 27 июля 1899 года в Севастополе. Участник гражданской войны. Являлся комсомольским работником. Член ВКП(б) с 1922 года. В начале 1920-х годов был избран членом Севастопольского городского Совета рабочих, крестьянских, военморских депутатов. Во время первых пятилеток находился на должности директора совхоза «Профинтерн». В 1937 году стал директор совхоза имени Софии Перовской.
Во время Великой Отечественной войны в августе 1941 года назначен городским комитетом ВКП(б) командиром формирующегося Севастопольского партизанского отряда. В его круг обязанностей входило формирование отряда, заготовка и скрытное базирование продовольственно-материальной базы, обучение партизан военным навыкам. 
30 октября 1941 года Постановлением бюро Крымского обкома ВКП(б) Об утверждении руководящего состава партизанского движения по представлению наркома НКВД КрАССР Т. Г. Каронадзе в числе других был назначен командиром 5-го партизанского района Крыма. 
- Начальником 5-го района т. Красникова Владимира Васильевича
- Военкомом т. Соболева Николая Константиновича
- Начальником штаба т. Зотова Дмитрия Николаевича

Штаб 5-го района и отряды на своих базах собрались организованно и насчитывали: Севастопольский — 170, Балаклавский — 105 и Сакский — 150 человек, а всего 425 бойцов. В ходе сбора отрядов в штаб не прибыл назначенный на должность комиссара района Н. К. Соболев, вместо которого только в декабре был назначен Г. В. Василенко, 13 декабря погибший в бою.
В бой с регулярными частями немецкой армии отряды под командованием Красникова вступили в начале ноября 1941 года. Занимался переводом через линию фронта в Севастополь попавших в окружение бойцов Приморской армии.
Отряд и его командир упомянуты в сводке Совинформбюро от 21 ноября 1941 года. 

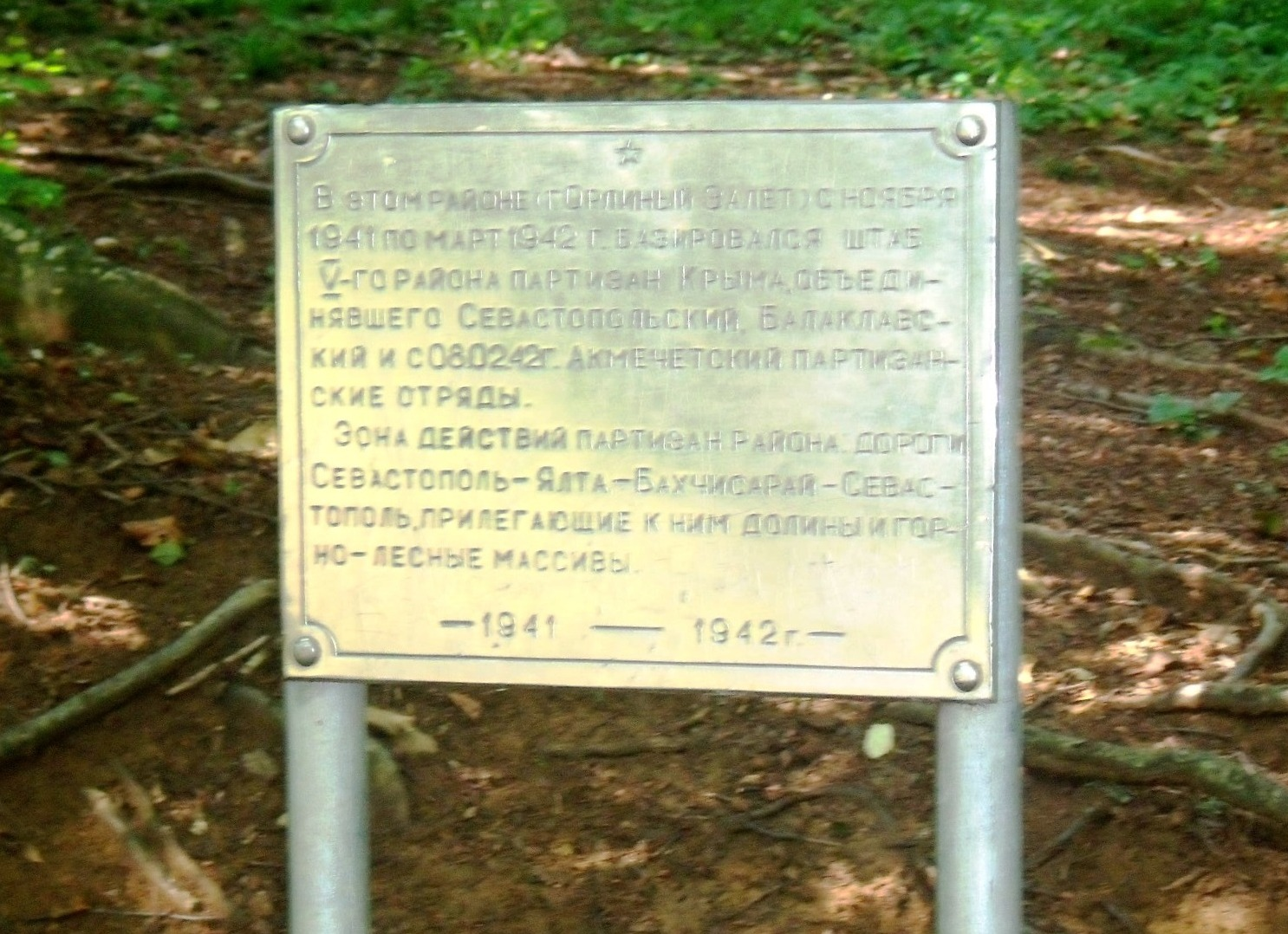
Памятная табличка партизанам 5-го района на Седам-Кая

Операционный район партизан попал в ближний тыл осады Севастополя и был переполнен румынскими и немецкими частями. Красников взял руководство отрядом в момент почти полной блокады района противником, в отсутствие связи с Севастополем, дефицита продовольствия и потери значительной части личного состава. Штаб района находился выше села Коккозы (ныне Соколиное) в районе горы Седам-Кая (Орлиный залет). 4 октября 1942 года назначен начальником финансовым отделом 5-го партизанского района, впоследствии — командиром группы Евпаторийского партизанского отряда.
Личный состав 5-го района был обращён на пополнение 4-го района. По состоянию здоровья 10 октября 1942 года был эвакуирован в Сочи. После окончания войны вернулся к руководству совхоза имени Перовской. 
Скончался 24 февраля 1954 года в Севастополе. Похоронен на кладбище Коммунаров.
Мемориальная надпись: "ДИРЕКТОРУ СОВХОЗА КОМАНДИРУ ПАРТИЗАНСКОГО ОТРЯДА ОТ КОЛЛЕКТИВА СОВХОЗА им. С. ПЕРОВСКОЙ".

## Награды и звания
- знак "Отличник пищевой индустрии" (1939)[2],
- Орден Трудового Красного Знамени[3]
- Орден Отечественной войны II степени (30.03.1946)[3]